# 池守・池上遺跡
池守・池上遺跡（いけもり・いけがみいせき）は、埼玉県行田市下池守（しもいけもり）・上池守（かみいけもり）・中里（なかざと）から熊谷市池上（いけがみ）、および同地区内に行田市の飛地として存在する小敷田（こしきだ）にかけて広がる弥生時代から平安時代までの複合遺跡。遺跡地図上では池上遺跡と池守遺跡という別々の遺跡（埋蔵文化財包蔵地）に分かれている。

## 概要
妻沼（めぬま）低地および星川右岸の自然堤防に立地する低湿地遺跡・集落遺跡である。「池守・池上」の表記は、本来1984年（昭和59年）に当時の埼玉県立さきたま資料館（現在の埼玉県立さきたま史跡の博物館）が発行した発掘調査報告書のタイトルであって、上述のように遺跡地図上では池上遺跡（熊谷市No.59-046遺跡・行田市No.183遺跡）と池守遺跡（行田市No.27遺跡）という2つの埋蔵文化財包蔵地に分けられ、両遺跡の間には包蔵地化されていない（あるいは未発見）エリアも存在する。
池守遺跡の存在は以前から知られていたが、1978年（昭和53年）に国道125号建設工事に伴う発掘調査の際、その西側にも遺跡が広がっていることが確認され、池上遺跡と命名された。3年後の1981年（昭和56年）から1982年（昭和57年）にかけての同遺跡の発掘調査の際、遺跡が南側にも広がっていることが確認された。その区域は池上西遺跡とも称される。
弥生時代中期のものとみられる3条の環濠集落に竪穴建物11軒と貯蔵穴とみられる土坑などが検出された。関東地方の環濠集落の中でも古い時期に属するものと考えられている。またその上層では、古墳時代から平安時代にかけての遺構も確認されている。